# Symplectoscyphus pedunculatus
Symplectoscyphus pedunculatus is een hydroïdpoliep uit de familie Sertulariidae. De poliep komt uit het geslacht Symplectoscyphus. Symplectoscyphus pedunculatus werd in 1919 voor het eerst wetenschappelijk beschreven door Billard. 